# Gabriel (film fra 2007)
 For alternative betydninger, se Gabriel (flertydig). (Se også artikler, som begynder med Gabriel)
Gabriel er en australsk action-horror film fra 2007 som foregår i Skærsilden og følger Ærkeenglen Gabriels kamp. Filmen er instrueret af Shane Abbess

## Medvirkende
- Andy Whitfield som Gabriel
- Dwaine Stevenson som "Sammael"/Michael
- Samantha Noble som Amitiel/Jade
- Erika Heynatz som Lilith
- Harry Pavlidis som Uriel
- Jack Campbell som Raphael
- Michael Piccirilli som Asmodæus
- Matt Hylton Todd som Ithuriel
- Kevin Copeland som Ahriman
- Brendan Clearkin som Balan
- Goran D. Kleut som Molloch